# 21351 Баґват
21351 Баґват (21351 Bhagwat) — астероїд головного поясу, відкритий 4 березня 1997 року.
Тіссеранів параметр щодо Юпітера — 3,369.